# Precuneus
De precuneus (Latijnse schrijfwijze: praecuneus)  of voorwig is een deel van de pariëtale kwab van de grote hersenen. Hij vormt een onderdeel van het mediale oppervlak en wordt aan de onderkant begrensd door de sulcus parietooccipitalis van de cuneus. Aan de bovenkant loopt de ramus marginalis sulci cinguli, die de precuneus scheidt van de lobulus paracentros. De sulcus subparietalis vormt de grens tussen de precuneus en de gyrus cinguli posterior.

## Schorsvelden
In de hersenkaart van Brodmann wordt de precuneus grotendeels ingenomen door de area parietalis superior (area 7).